# Ezra Miller
Ezra Matthew Miller (Wyckoff, 30 settembre 1992) è un attore statunitense, noto principalmente per il ruolo di Barry Allen / Flash nei film del DC Extended Universe e di Credence Barebone nella saga di Animali fantastici.

## Biografia
È nato e cresciuto a Wyckoff, una comunità nella Contea di Bergen, New Jersey. La madre, Marta, è una ballerina moderna. Il padre, Robert S. Miller, era vicepresidente e direttore managing della Hyperion Books. Ezra ha due sorelle maggiori, Saiya e Caitlin. Si considera ebreo e "spiritual" (il padre è ebreo; la madre è cristiana). Quando aveva sei anni, si è esibito all'anteprima americana dell'opera contemporanea di Philip Glass White Raven. Ha frequentato la Rockland Country Day School e la The Hudson School, abbandonandola dopo aver recitato nel film Afterschool.
Miller ha debuttato come attore nel 2008 nel film Afterschool. Ezra ha poi recitato in City Island (2009) accanto a Andy García, Julianna Margulies e Steven Strait; in Beware the Gonzo e in Every Day, entrambi premiati al Tribeca Film Festival. Ezra ha poi recitato nel film ...e ora parliamo di Kevin di Lynne Ramsay, tratto dal romanzo Dobbiamo parlare di Kevin di Lionel Shriver. Il film ottenne grande successo, specialmente al Festival di Cannes. Ezra Miller ha poi recitato nel ruolo di Damien nella serie televisiva Californication ed ha recitato per due stagioni nella serie Royal Pains nel ruolo di Tucker Bryant.
Nel 2012 ha recitato nel film Noi siamo infinito insieme ai giovani attori Logan Lerman e Emma Watson. Miller è inoltre il batterista e cantante della band newyorkese Sons of an Illustrious Father. Nel 2016 ha recitato nel ruolo di Credence Barebone nel film Animali fantastici e dove trovarli, riprendendo poi il medesimo ruolo nei film Animali fantastici - I crimini di Grindelwald (2018) e Animali fantastici - I segreti di Silente (2022). Nello stesso anno interpreta anche Barry Allen / Flash nel DC Extended Universe apparendo in cameo nei film Batman v Superman: Dawn of Justice e Suicide Squad e nel 2017 riprende tale ruolo, più ampiamente, in Justice League. Ha ripreso il ruolo del velocista scarlatto anche nell'episodio crossover della serie televisiva Arrow Crisi sulle Terre Infinite - IV Parte (2020), nel film Zack Snyder's Justice League (2021), nella serie televisiva in cameo Peacemaker (2022) e nel film The Flash (2023) come protagonista.

## Casi giudiziari e controversie

### 2011: disturbo alla quiete pubblica
Il 28 giugno 2011 mentre si trovava a Pittsburgh, Pennsylvania, per girare il film Noi siamo infinito è stato trovato in possesso di 20 grammi di marijuana e indagato per possesso di droga. L'accusa è stata poi fatta cadere da un giudice. Ezra è stato condannato a pagare $600 per due citazioni di disorderly conduct (disturbo alla quiete pubblica). Ha in seguito dichiarato: «Non sento il bisogno di nascondere il fatto che fumo una sostanza vegetale innocua che aumenta l'apprezzamento sensoriale.».

### 2020: aggressione a Reykjavík
Il 6 aprile 2020 venne diffuso un video in cui si vede Miller mentre afferra per la gola e sbatte per terra una ragazza, per poi sputare contro gli amici di lei. L'aggressione è avvenuta nella capitale islandese di Reykjavík, nel bar Prikið Kaffihús. Dopo il fatto, l'attore è stato scortato all'esterno del locale dal personale del posto. In precedenza, Miller vi aveva aggredito un uomo, stringendogli il collo e schiaffeggiandolo. A settembre 2022 l'avvocato di Miller ha dichiarato che l'attore è stato stuzzicato da «un gruppo di adolescenti» sulle sue abilità nelle arti marziali e ha detto che non si è trattato di un soffocamento, ma di «una reazione spontanea» durante la quale l'attore «ha colpito la sua clavicola».

### 2022: aggressioni alle Hawaii
Il 28 marzo 2022, Miller è stato arrestato alle Hawaii dopo aver inveito contro i clienti di un karaoke: aveva strappato il microfono a una ragazza di 23 anni che stava cantando, insultandola e minacciandola, e poi si era scagliato contro un uomo di 32 anni che stava giocando a freccette, sputandogli in faccia e insultandolo, scatenando una rissa. Il proprietario del karaoke, non riuscendo a cacciarlo via, ha contattato la polizia, che ha arrestato Miller per disturbo alla quiete pubblica; nel video dell'arresto registrato tramite body cam e pubblicato l'11 maggio, si sente Miller mentire continuamente dicendo di essere stato lui la vittima, che un avventore del bar è nazista, e di aver ripreso i fatti «per la criptoarte NFT», e rifiutandosi inutilmente di farsi perquisire da un poliziotto perché Miller stesso si identifica come transgender e non-binary; Miller aveva con sé una pistola giocattolo Nerf. L'attore è stato rilasciato poche ore dopo l'arresto dietro pagamento di una cauzione di 500 dollari.
Il giorno seguente Miller ha lasciato l'ostello dove alloggiava e fatto irruzione nella camera da letto di una coppia, alla quale ha cercato di rubare carte di credito e documenti, e che dopo averlo scoperto si è sentita urlare contro «brucerò te e la tua moglie troia!». I coniugi hanno chiesto un ordine restrittivo, affermando che l'attore «è famoso e ricco, il che rende l'accesso alle armi molto più facile, oltre a inviare collaboratori per molestare il firmatario». L'assistente capo della polizia Kenneth Quiocho dichiarò che Miller è stato oggetto di almeno dieci telefonate alla polizia per reati minori, che vanno dal 7 al 29 marzo 2022. Tuttavia, pochi giorni dopo la coppia revocò l'ordine di restrizione.
Il 19 aprile 2022 Miller è stato nuovamente preso in custodia per assalto di secondo grado da parte delle autorità di polizia della suddivisione di Leilani Estates a Pahoa, per essersi introdotto in una casa e aver spaccato una sedia in testa a una donna di 26 anni procurandole un profondo taglio sulla fronte, dopo che gli era stato intimato di andarsene. Miller è stato arrestato, venti minuti dopo l'aggressione, a Keaau. Poche ore dopo questo secondo arresto in breve tempo, Miller ha dichiarato l'acquiescenza sull'incidente del karaoke, ed è stato multato con 500 dollari per disturbo alla quiete pubblica dalla giudice Kanani Laubach.

### Relazione con Tokata Iron Eyes

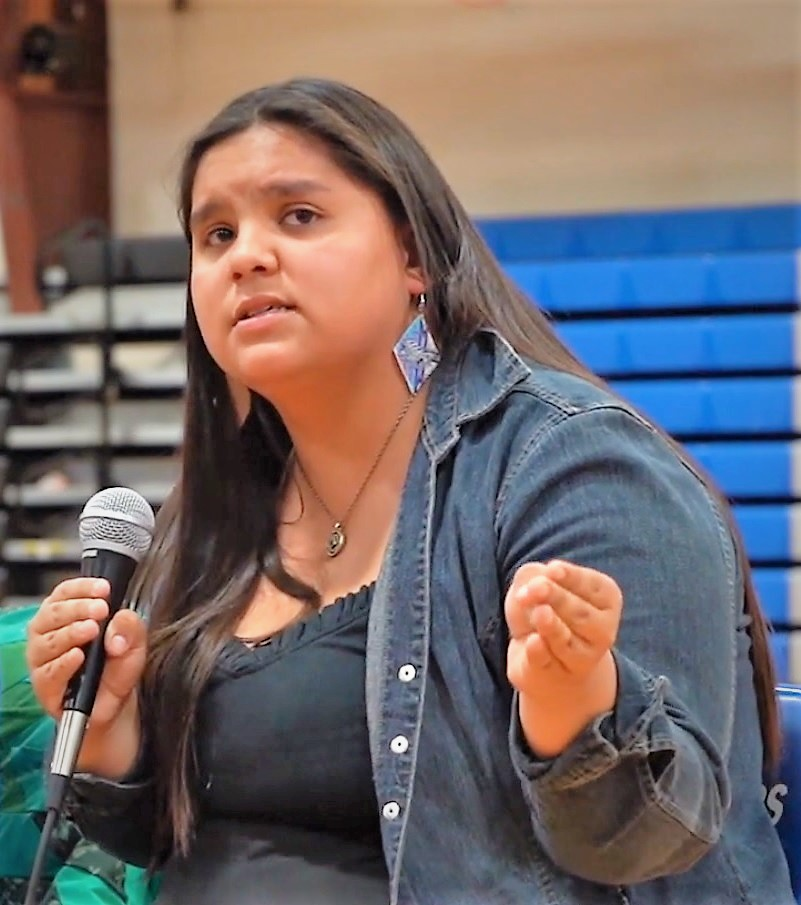
Tokata Iron Eyes, 15enne, nel 2019

L'8 giugno 2022, l'attivista Chase Iron Eyes e la pediatra Sara Jumping Eagle, genitori dell'attivista diciottenne indigena Lakota Tokata Iron Eyes, hanno ottenuto un ordine restrittivo contro Miller accusandolo di aver abusato fisicamente e mentalmente della loro figlia, «manipolandola psicologicamente, intimidendola e mettendo in pericolo la sua sicurezza e il suo benessere», attuando «comportamenti di controllo da setta e psicologicamente manipolatori», così come «comportamenti violenti da parte del partner intimo» e «comportamenti da predatore sessuale». L'accusa ufficiale è di adescamento di minore.
L'ambigua "amicizia" tra Miller e Tokata iniziò nel 2016, quando lui aveva 23 anni e lei ne aveva 12, durante una manifestazione alla riserva indiana di Standing Rock in Dakota del Nord. L'anno seguente, su invito di Miller, Tokata (accompagnata da altri membri della tribù di Standing Rock) prese un volo diretto a Londra per visitare il set di Animali fantastici - I crimini di Grindelwald, ed è qui che l'attore avrebbe iniziato a offrirle sostanze stupefacenti e alcol, tentando anche di dormire nel suo stesso letto, ma gli venne impedito di farlo da un accompagnatore. Negli anni a seguire il loro rapporto sarebbe diventato una vera e propria relazione.
Nel dicembre 2021 Tokata abbandonò il college, iniziato solo tre mesi prima, e che Miller le aveva pagato per indebitarla nei suoi confronti, la sua passione per la musica, il canto e la carriera da attivista per seguire l'attore nei suoi spostamenti. Il 31 dicembre Tokata chiamò suo zio Chief Bear Cross, capo della loro tribù, e gli chiese se lei e Miller potevano rimanere a casa sua per la notte; l'uomo acconsentì, e durante la loro permanenza venne a sapere che Miller stava facendo uso di cannabis e ketamina ed era ossessionato dall'idea di essere seguito dall'FBI. Mentre posava per una foto con Tokata, Chief e i figli dell'uomo, Miller estrasse una pistola calibro .40, dicendo che «nel Vermont non hai bisogno di un permesso per nasconderti»; inoltre ha insultato i figli di Chief e la moglie.. Dopo una cerimonia svoltasi a Pine Ridge, la moglie di Chief scoprì la nipote e Miller mentre stavano consumando un rapporto intimo su un letto all'esterno.
Passato Capodanno, Chase riaccompagnò la figlia e Miller a Oakland, in California, insieme a due giovani donne, Stella alias "Stella Marbles" e Mia Solange alias "Ellia Arias"; mentre si trovava in un parco statale, parlando con Chase, Ezra disse ripetutamente di considerarsi la seconda venuta di Gesù Cristo, prima di estrarre una pistola. Mia Solange ha pubblicato informazioni sui social media nell'aprile 2022, sostenendo secondo lei che l'attore ne ha abusato sia fisicamente che emotivamente, mostrando diverse fotografie dove presenta segni di morsi sulle cosce.
Il 25 gennaio 2022 a Brooklyn, in New York, Tokata andò in overdose con l'LSD. La giovane fu riportata alla fattoria di Ezra a Stamford, nel Vermont, dove il suo stato mentale e le condizioni in generale iniziarono a peggiorare al punto che, quattro giorni dopo, Miller e i suoi ospiti dovettero contattare i genitori di Tokata per informarli che la figlia non era in sé. I genitori della ragazza raggiunsero la fattoria di Miller dove trovarono la figlia con svariati lividi sul corpo, che un testimone ha confermato essere stati causati da Miller, perché Tokata non aveva risposto a una serie di domande fatte da lui. Scoprirono anche che la figlia non aveva con sé la patente, le carte di credito, le chiavi. Chase e Sara riportarono la figlia a casa per aiutarla a disintossicarsi, ma tre settimane dopo Tokata scappò a New York per raggiungere Miller, col quale poi andò a Los Angeles e alle Hawaii. Secondo l'ordinanza di protezione, all'inizio di febbraio l'attore ha fatto irruzione nella casa dell'amico di Tokata e ha rubato il computer, il passaporto, la patente, le chiavi della macchina e il cellulare della ragazza. Il 17 maggio viene accordata una tutela temporanea per Tokata; contemporaneamente viene presentata una petizione per modificare l'ordine di abuso di sostanze affinché includa una valutazione della salute mentale.
Il 27 maggio 2022, i genitori di Tokata trovano la posizione approssimativa della figlia nell'area di Los Angeles, dopo essere stati informati da un amico di Tokata che lei stava «camminando come uno zombie» non poteva usare il telefono e che doveva chiedere il permesso a Ezra perché potesse uscire per cenare. Chase e Sara andarono a cercarla, ad aprirgli la porta fu una ragazza di nome Rosie che si fermò e guardò Ezra per sapere come dover rispondere, poi Tokata arrivò e abbracciò la madre. Dopo minuti di conversazione (durante i quali la donna consumò cannabis, cercò di nascondere contenitori vuoti di alcool e inveì contro il KKK, la polizia, i pedofili e altre cospirazioni), Tokata, Ezra e Rosie fuggirono dalla residenza prima dell'arrivo della polizia. Sara riuscì a raggiungere brevemente la figlia, ma dopo che Miller sussurrò qualcosa a Tokata questa estrasse un coltello e minacciò la propria madre; quando per seminarla salirono su una macchina Uber, Miller sbatté più volte la portiera sulle braccia di Sara, poi se ne andò da solo dando alle donne appuntamento in un luogo imprecisato. Il giorno stesso, Sara denunciò Miller per aggressione alla polizia di Santa Monica, mostrando i lividi su entrambe le braccia.
Il 9 giugno, Tokata ha respinto le accuse formali dei suoi genitori con alcuni video e post sul suo profilo Instagram, difende le azioni di Miller e accusa i propri genitori di averla manipolata. Rispetto alle capacità di parlare in pubblico della donna, molti amici e commentatori hanno sottolineato un'enorme differenza nella sua enunciazione. Il video non è stato una sorpresa per la famiglia, affermando di aspettarsi ulteriori suoi post a sostegno di Miller sotto l'ordine di quest'ultimo, «confutando tutte le affermazioni sulla verità». Nonostante Tokata abbia un account a suo nome, ha dichiarato di non possedere un telefono da mesi per una sua convinzione personale, e che nessuno sta controllando il suo account. In uno scambio di e-mail con Rolling Stone, Tokata ha scritto che «Ezra e il nostro gruppo parleremo di questa storia quando lo riterremo opportuno».
Il 10 giugno 2022 il Los Angeles Times ha riportato che c'è preoccupazione per il fatto che le forze dell'ordine non siano ancora risalite al luogo in cui attualmente si trovano Miller e Tokata, per sottoporli a misure cautelari. Un'udienza in tribunale è stata fissata per il 12 luglio 2022. Dopo aver accordato la richiesta di ordine restrittivo temporaneo, il tribunale alla fine ha respinto la richiesta di un ordine permanente, e i genitori hanno detto di aver ritirato la loro richiesta di custodia, ritenendo che le probabilità fossero contro di loro.

### 2022: accuse di molestie
Una sera di febbraio 2022, a Berlino, Miller si presentò a casa di Nadia, una ragazza con la quale aveva avuto una breve relazione due anni prima. Dopo un'interazione amichevole, l'umore di Miller cambiò bruscamente quando Nadia gli disse che non poteva fumare dentro casa e che doveva uscire per farlo; l'attore reagì rabbiosamente girando per casa, toccando tutto, spargendo foglie di tabacco sul pavimento, chiamando Nadia «pezzo di merda transfobica e nazista» e andandosene solo dopo che Nadia ha chiamato la polizia. Sebbene abbia detto di non essersi mai sentita a rischio di violenza sessuale, la ragazza credeva che l'attore «potesse in qualche modo attaccarmi fisicamente». La storia sarebbe stata confermata anche da altre cinque fonti.
Il 16 giugno 2022 a Greenfield, in Massachusetts, a una coppia e al figlio di 12 anni è stato concesso un ordine restrittivo temporaneo contro Ezra Miller, accusandolo di averli minacciati e di aver avuto comportamenti inappropriati nei confronti del bambino la sera del 2 febbraio precedente. La famiglia si trovava a casa di un vicino, quando Miller ha accusato la donna di appropriazione culturale per aver detto di aver fatto un viaggio con la sua "tribù", sottintendendo scherzosamente la propria famiglia. Un'altra discussione è avvenuta sul gioco da tavolo Parcheesi, che secondo Miller ha "radici rastafariane"; un vicino amico della famiglia ha chiesto a Miller informazioni sulla setta di origine del movimento e l'attore ha reagito urlando ed estraendo una pistola, con cui l'ha minacciato. La madre del bambino ha raccontato che Miller ha offerto al figlio (che al momento del fatto aveva 11 anni) di fargli da "guida", poi ha accusato la donna di essere un vampiro e una strega. Successivamente, Miller ha iniziato a tormentare il bambino toccandogli i fianchi e provocando un estremo disagio a lui e ai suoi familiari, soprattutto dopo che, come ha raccontato il bambino, Miller ha scoperto che anche il bambino stesso si identifica come non-binario.

### 2022: violazione di domicilio nel Vermont
Il 7 agosto 2022, Miller è stato accusato di furto con scasso a Stamford, nel Vermont, derivante da quello che il rapporto della polizia di stato del Vermont indicava come furto di bottiglie di alcol da una casa privata nel maggio 2022. Secondo il rapporto, Miller è stato identificato dalla polizia tramite filmati di videosorveglianza.
Una settimana prima della data prevista per il processo, un rappresentante di Miller ha dichiarato che la casa è di proprietà di un ex amico d'infanzia di Miller e che Miller credeva che fossero i benvenuti a entrare in casa per prendere del vino per cucinare. Il 17 ottobre 2022, comparso in tribunale, Miller si è dichiarato non colpevole delle accuse.
Il 12 gennaio 2023 si è, invece, dichiarato colpevole di violazione di domicilio, portando alla caduta dell'accusa di furto con scasso. Il 13 gennaio 2023, la richiesta di violazione di domicilio di Miller è stata approvata dal tribunale. L'attore viene condannato a pagare una multa di 500 dollari e ad un anno di libertà condizionata. Gli è anche stato vietato di bere alcolici e periodicamente dovrà sottoporsi a test antidroga.

### Altri episodi nella fattoria del Vermont
Da aprile 2022, nella sua fattoria nel Vermont, Miller ha ospitato Ana, una ragazza di 25 anni conosciuta alle Hawaii, e i suoi tre figli di 1, 2 e 5 anni. La ragazza ha affermato che si stava separando dall'ex marito, da lei definito violento, e per questo si è fatta ospitare da Miller. L'ex marito e due testimoni anonimi hanno scritto a Rolling Stone: il primo ha rigettato le accuse di violenza e ha spiegato che le denunce a suo carico sono decadute perché non c'erano prove, inoltre ha intentato una causa contro l'ex moglie per aver portato in un altro stato i figli e per impedirgli di vederli e sentirli. I due testimoni anonimi hanno dichiarato che la villa di Miller è inadatta alla presenza di bambini perché è piena di armi d'assalto, fucili e pistole (come mostra un video registrato ad aprile), spesso messe in mezzo ai giocattoli per bambini (tanto che la bimba di 1 anno ha rischiato di ingoiare una pallottola), e un'enorme quantità di droga (coltivata da Miller con l'amico Whitney Suters), sempre alla portata dei bambini. Sia la ragazza che Miller avrebbero assunto droghe in presenza dei bambini. La madre ha negato tutto, mentre il padre ha dichiarato di essere estremamente preoccupato per i suoi figli a causa dell'interesse e della manipolazione che Miller attua sui più giovani.
Un ordine emesso il 5 agosto chiedeva che la custodia dei bambini di Ana fosse immediatamente trasferita allo Stato, ma quando la polizia è arrivata alla fattoria di Miller, Ana e i bambini erano già andati via. Il padre dei bambini ha dichiarato a Vanity Fair di non parlare con i figli da aprile. L'attore non è stato accusato di alcun reato relativo ai figli di Ana. Nonostante le preoccupazioni, il marito di Ana, crede ancora nell'integrità del legame che ha stabilito con Miller. Una data per il processo per la custodia dei figli è stata fissata ad ottobre, alle Hawaii.

## Vita privata
Ezra Miller si definisce queer. Ha dichiarato: «Non mi identificherei come gay, sono attratto per la maggior parte dalle "lei", ma sono stato con molte persone e sono aperto all'amore, dovunque esso sia» e che ha «un sacco di amici fantastici di sesso e genere differenti. Non sono innamorato di nessuno in particolare». Ezra Miller ha anche dichiarato in un'intervista di aver scoperto che «gli piaceva baciare i ragazzi» quand'era più piccolo. Nel 2021 ha fatto coming out come persona non binaria, dichiarando di non identificarsi in nessun genere e di preferire i pronomi neutri they/them.

### Problemi di salute mentale
Dopo il divorzio dei genitori nel 2019, lo stato di salute mentale di Miller ha iniziato a peggiorare. Secondo Insider, Miller ha iniziato a viaggiare indossando un giubbotto antiproiettile e portando almeno un'arma da fuoco all'inizio del 2022, in seguito al timore di essere seguito da membri del Ku Klux Klan e dall'FBI. Tokata Iron Eyes, partner di Miller, in seguito si riferì al loro giubbotto antiproiettile come "una misura di sicurezza alla moda in risposta ad attacchi reali e minacce di morte ricevute". Il 27 gennaio 2022 Miller ha pubblicato un video su Instagram in cui minaccia i membri del Ku Klux Klan di Beulaville, nel Carolina del Nord, dicendo che si dovevano uccidere da soli altrimenti li avrebbe uccisi lui. In risposta, il Southern Poverty Law Center ha riportato che non era stata segnalata alcuna attività recente del Klan nella città.
Il 15 agosto 2022 Ezra Miller ha dichiarato alla CNN di soffrire di complessi problemi di salute mentale: «Avendo recentemente attraversato un periodo di intensa crisi, ora capisco che sto soffrendo di complessi problemi di salute mentale e ho iniziato il trattamento in corso. Voglio scusarmi con tutti coloro che ho allarmato e sconvolto con il mio comportamento passato. Mi impegno a fare il lavoro necessario per tornare a una fase sana, sicura e produttiva della mia vita».

## Filmografia

### Attore

#### Cinema
- Afterschool, regia di Antonio Campos (2008)
- City Island, regia di Raymond De Felitta (2009)
- Beware the Gonzo, regia di Bryan Goluboff (2010)
- Every Day, regia di Richard Levine (2010)
- Another Happy Day, regia di Sam Levinson (2011)
- ...e ora parliamo di Kevin (We Need to Talk about Kevin), regia di Lynne Ramsay (2011)
- Noi siamo infinito (The Perks of Being a Wallflower), regia di Stephen Chbosky (2012)
- Madame Bovary, regia di Sophie Barthes (2014)
- Effetto Lucifero (The Stanford Prison Experiment), regia di Kyle Patrick Alvarez (2015)
- Un disastro di ragazza (Trainwreck), regia di Judd Apatow (2015)
- Batman v Superman: Dawn of Justice, regia di Zack Snyder (2016) – cameo; Barry Allen / Flash
- Suicide Squad, regia di David Ayer (2016) – cameo; Barry Allen / Flash
- Animali fantastici e dove trovarli (Fantastic Beasts and Where to Find Them), regia di David Yates (2016)
- Justice League, regia di Joss Whedon (2017) – Barry Allen / Flash
- Animali fantastici - I crimini di Grindelwald (Fantastic Beasts: The Crimes of Grindelwald), regia di David Yates (2018)
- Zack Snyder's Justice League, regia di Zack Snyder (2021) – Barry Allen / Flash
- Animali fantastici - I segreti di Silente (Fantastic Beasts: The Secrets of Dumbledore), regia di David Yates (2022)
- Dalíland, regia di Mary Harron (2022)
- The Flash, regia di Andy Muschietti (2023) – Barry Allen / Flash

#### Televisione
- Californication - serie TV, 5 episodi (2008)
- Law & Order - Unità vittime speciali (Law & Order: Special Victims Unit) - serie TV, episodio 10x20 (2009)
- Royal Pains - serie TV, 5 episodi (2009-2010)
- Arrow - serie TV, episodio 8x08 (2020) – cameo; Barry Allen / Flash
- The Stand - miniserie TV, (2021)
- Peacemaker – serie TV, episodio 1x08 (2022) – cameo; Barry Allen / Flash

#### Cortometraggi
- Cakey! The Cake from Outer Space - 1º episodio, regia di Kirk Damato e Dyna Moe (2006)
- Busted Walk, regia di Steve Tanenbaum (2011)
- Where's Waldo?, regia di Eamon O'Rourke (2016)
- Fantastic Beasts and Where to Find Them: Before Harry Potter, regia di Josh Oreck (2017)
- Fantastic Beasts and Where to Find Them: Barebone Family, regia di Josh Oreck (2017)
- Palms: Unstatus Quo, regia di Sam Brown (2019)

### Doppiatore
- Invincible – serie animata, 1 episodio (2021)

## Riconoscimenti
- 2011 – Hamptons International Film Festival
  - Breakthrough Performance per Another Happy Day
- 2011 – British Independent Film Award
  - Candidatura al miglior attore non protagonista per ...e ora parliamo di Kevin
- 2012- BSFC Award
  - Miglior attore non protagonista per Noi siamo infinito
- 2012 – Critics Choice Award
  - Candidatura al miglior giovane attore per ...e ora parliamo di Kevin
- 2012 – Chopard Trophy
  - Attore rivelazione
- 2012 – Spotlight Award
  - Noi siamo infinito
- 2012 – PFCS Award
  - Candidatura per il miglior attore non protagonista per Noi siamo infinito
- 2012 – SDFCS Award
  - Miglior cast d'attori
(con Logan Lerman, Johnny Simmons, Nina Dobrev, Tom Savini, Paul Rudd, Mae Whitman, Joan Cusack, Nicholas Braun, Dylan McDermott, Kate Walsh, Emma Watson, Melanie Lynskey, Adam Hagenbuch, Erin Wilhelmi, Reece Thompson e Zane Holtz) per Noi siamo infinito
- 2013 – Chlotrudis Award
  - Miglior attore non protagonista per Noi siamo infinito
- 2013 – MTV Movie Award
  - Candidatura per la Breakthrough Performance per Noi siamo infinito
  - Candidatura per il Best Musical Moment (con Emma Watson e Logan Lerman) per Noi siamo infinito
- 2013 – Virtuoso Award
  - Noi siamo infinito
- 2013 – Teen Choice Awards
  - Candidatura per il Choice Movie Breakout per Noi siamo infinito

## Doppiatori italiani
Nelle versioni in italiano delle opere in cui ha recitato, Ezra Miller è stato doppiato da:
- Flavio Aquilone in City Island, Royal Pains, ...e ora parliamo di Kevin, Noi siamo infinito, Suicide Squad
- Luca Mannocci in Justice League, Zack Snyder's Justice League, Peacemaker, The Flash
- Manuel Meli in Animali fantastici e dove trovarli, Animali fantastici - I crimini di Grindelwald, Animali fantastici - I segreti di Silente
- Mirko Cannella in Afterschool, Californication, Law & Order - Unità vittime speciali
- Alessio Puccio in Every Day, Another Happy Day
- Andrea Mete in Batman v Superman: Dawn of Justice
- Luigi Morville in Un disastro di ragazza
- David Chevalier in Effetto Lucifero
- Stefano De Filippis in Madame Bovary
- Alessandro Sanguigni in Arrow
- Gabriele Vender in La giusta vendetta
- Federico Frignanin in Daliland

Da doppiatore è stato sostituito da: 
- Flavio Aquilone in Invincible